# Hugo Moyano

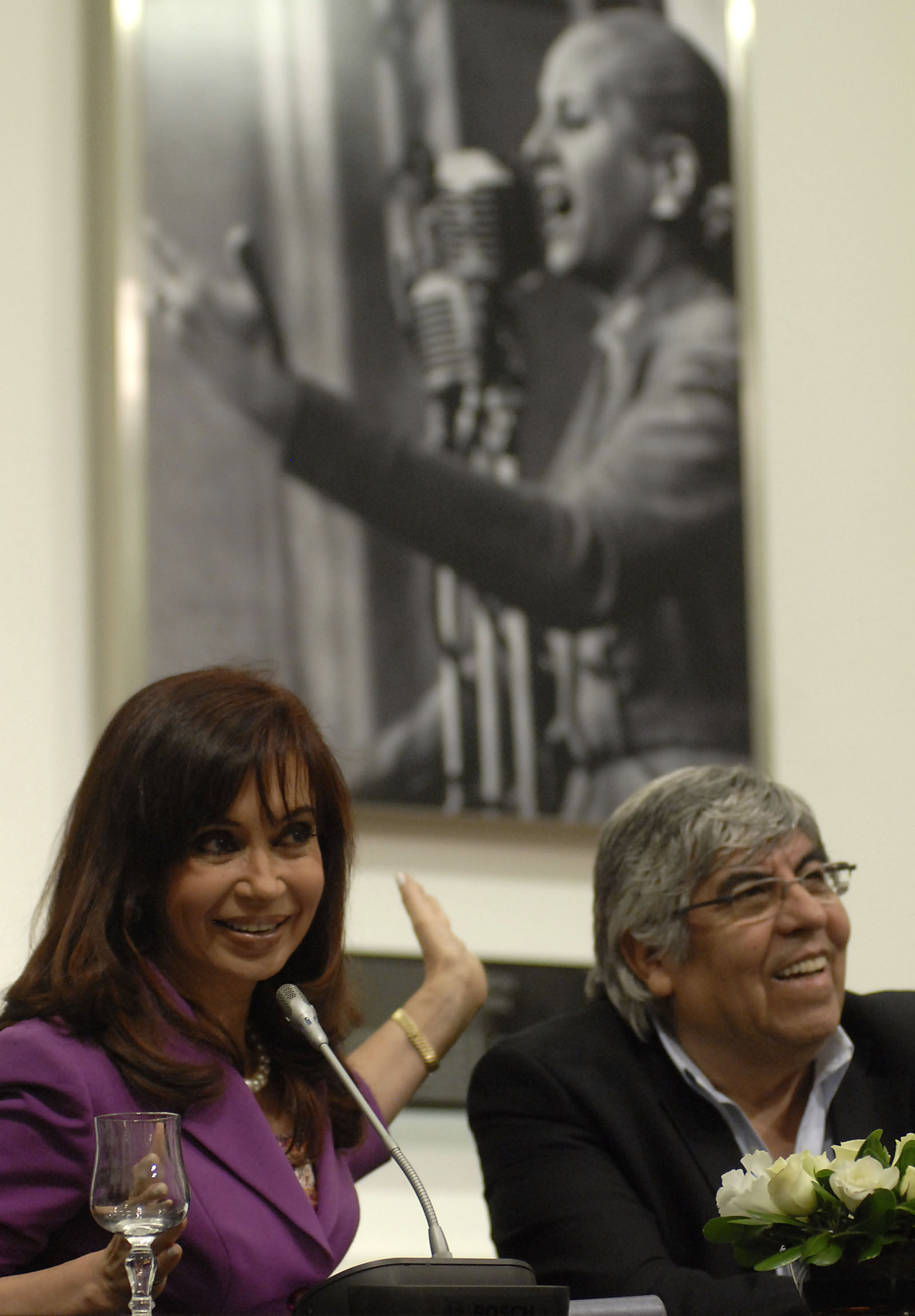
President Cristina Fernández de Kirchner och Hugo Moyano framför ett porträtt av Eva Perón

Hugo Moyano, född 9 februari 1944 i La Plata, är en argentinsk fackföreningsledare för det argentinska transportarbetarförbunder, politiker och för närvarande generalsekreterare för Argentinas största fackliga centralorganisation, CGT (Confederación General del Trabajo de la República Argentina).